# Артакуль
Артаку́ль (рос. Артакуль, башк. Әртәкүл) — село у складі Караідельського району Башкортостану, Росія. Адміністративний центр Артакульської сільської ради.
Населення — 470 осіб (2010; 453 у 2002).
Національний склад:
- росіяни — 89 %